# Brunémont
Brunémont település Franciaországban, Nord megyében. Lakosainak száma 711 fő (2022. január 1.). Brunémont Bugnicourt, Oisy-le-Verger, Arleux és Aubigny-au-Bac községekkel határos.

## Népesség
A település népességének változása:
| Lakosok száma | 699  | 707  | 716  | 711  | 712  | 709  | 710  | 710  | 711  |
|               | 2013 | 2015 | 2016 | 2017 | 2018 | 2019 | 2020 | 2021 | 2022 |